# Bulcsú (Name)
Bulcsú ist ein sehr alter ungarischer Name aus der Zeit der Landnahme im 9. und 10. Jahrhundert. Die Bedeutung ist unklar. Bulcsú hieß einer der Heerführer dieser Zeit, der nach der verlorenen Schlacht auf dem Lechfeld 955 hingerichtet wurde. Der Name ist heute noch sowohl als Vorname wie als Nachname gebräuchlich.

## Verbreitung
Der Name kommt im deutschsprachigen Raum selten vor. In Deutschland wurde er in den letzten 10 Jahren weniger als 10 Mal vergeben. Den Namen tragen in der Schweiz drei Personen (Stand 2023). In Österreich ist Bulcsu seit 2016 in der Namensgebung anzutreffen, bis 2023 wurde er insgesamt vier Mal vergeben.
In Ungarn war der Name seit der Jahrtausendwende im Jahr 2011 in der Hitliste der 100 beliebtesten Jungennamen, er belegte Rang 99. Seine Vergabe ist auch in Schottland nachgewiesen.

## Namenstage
- 28. April
- 4. Mai
- 4. Juni
- 13. November
- 12. Dezember

## Bekannte Namensträger
- Bulcsú (?–955), ungarischer Heerführer
- Bulcsu Bertha (1935–1997), ungarischer Schriftsteller
- Bulcsú Székely, ungarischer Wasserballspieler und Olympiasieger